# Longevilles-Mont-d'Or
 Longevilles-Mont-d'Or  es una comuna y población de Francia, en la región de Franco Condado, departamento de Doubs, en el distrito de Pontarlier y cantón de Mouthe.
Está integrada en la Communauté de communes du Mont-d'Or et des Deux Lacs.

## Demografía
| 626 | 597 | 614 | 636 | 670 | 670 | 656 | 670 | 683 | 692 | 691 | 560 | 543 | 540 | 504 | 503 | 462 | 450 | 400 | 401 | 398 | 392 | 379 | 348 | 327 | 340 | 281 | 248 | 253 | 272 | 323 | 368 | 402 |
| Para los censos de 1962 a 1999 la población legal corresponde a la población sin duplicidades (Fuente: INSEE [Consultar]) |     |     |     |     |     |     |     |     |     |     |     |     |     |     |     |     |     |     |     |     |     |     |     |     |     |     |     |     |     |     |     |     |